# Viktor Borshch
Viktor Nikolaevich Borshch (em russo:  Виктор Николаевич Борщ; 9 de setembro de 1948) é um ex-jogador de voleibol da Rússia que competiu pela União Soviética nos Jogos Olímpicos de 1972.
Em 1972, ele fez parte da equipe soviética que conquistou a medalha de bronze no torneio olímpico, no qual jogou em seis partidas.